# Gasparinisaura
Gasparinisaura là một chi khủng long, được Coria & Salgado mô tả khoa học năm 1996.